# Valerie Jarrett
Valerie Bowman Jarrett (Shiraz, 14 novembre 1956) è una politica e avvocata statunitense, nonché donna d'affari e leader civica.
È stata una consigliera politica del Presidente degli Stati Uniti d'America Barack Obama ed è stata nominata co-dirigente del Progetto di Transizione Obama-Biden . 
La Jarrett è una dei tre Consiglieri Anziani del Presidente Obama e lo assiste per quanto riguarda gli affari governativi: dirige l'Ufficio dell'Impegno Pubblico e degli Affari Governativi e la Commissione delle donne alla Casa Bianca.

## Biografia

### Primi anni
Valerie Jarrett nacque da una famiglia afroamericana a Shiraz (Iran), dove suo padre, il dr. James Bowman (un patologo genetista), dirigeva un ospedale per bambini in funzione di un programma che mandava medici americani ed esperti di agricoltura nei paesi in via di sviluppo per aiutarli a sviluppare le loro strutture mediche e agricole. All'età di 5 anni, la famiglia si trasferì a Londra per un anno, poi ritornò a Chicago nel 1963. Il dr. Bowman ora è professore emerito in Patologia e Medicina all'Università di Chicago. Il suo bisnonno fu il primo afroamericano a laurearsi al M.I.T., suo nonno, Robert Taylor, fu il primo uomo di colore a capeggiare la Chicago Housing Authority, e suo padre fu il primo primario nero al St. Luke's Hospital. Sebbene Valerie Jarrett non abbia mai lavorato a Washington, suo zio è il power broker Democratico Vernon Jordan. Sua madre, Barbara T. Bowman, è un'educatrice di scuola elementare e cofondatrice dell'Erikson Institute per l'educazione infantile.
La Jarrett si laureò presso la Northfield Mount Hermon, una scuola della Nuova Inghilterra, nel 1974. Ricevette anche un B.A. in Psicologia alla Stanford University nel 1978, e una Juris Doctor (J.D.) alla University of Michigan Law School nel 1981.

### Carriera

#### Politica a Chicago
Valerie Jarrett iniziò la sua carriera politica a Chicago nel 1987 lavorando per il sindaco Harold Washington come Vice consigliere per la finanza e lo sviluppo.
La Jarrett continuò a lavorare nell'ufficio del sindaco negli anni novanta. Fu Vicecapo staff del sindaco Richard Daley; durante quel periodo (1991) assunse Michelle Robinson futura moglie del presidente Barack Obama, e poi fu impegnata con lo stesso Obama in un'agenzia privata di avvocati. Jarrett servì come commissario del Dipartimento per la Pianificazione e lo Sviluppo dal 1992 fino al 1995, e fu capo del Chicago Transit Board dal 1995 al 2005.

#### Carriera in ambito economico
È stata dirigente della The Habitat Company, una compagnia per lo sviluppo ed il management abitativo, con cui iniziò a collaborare nel 1995. Fu membro del Chicago Stock Exchange (2000-2007), e presidente dal 2004 al 2007.
È stata anche presidente del Consiglio fiduciario della University of Chicago Medical Center, Vice Presidente del consiglio fiduciario dell'Università di Chicago e consigliere del Chicago's Museum of Science and Industry.
La signora Jarrett lavora anche come direttrice della USG Corporation, una corporazione con sede a Chicago che si occupa di materiali per la costruzione edile.

#### Consigliere di Barack Obama
La Jarrett è una dei principali consiglieri del presidente Obama e una dei membri più influenti della sua amministrazione."

### Vita personale
Valerie Jarrett è stata sposata con il dr. William Robert Jarrett dal 1983 al 1988. La loro figlia Laura è ora studente di Legge ad Harvard. Il dr. Jarrett è morto nel 1993 per un attacco cardiaco.